# Christine Perthen
Christine Perthen (* 21. Juli 1948 in Pirna; † 30. Dezember 2004 in Berlin) war eine deutsche Grafikerin, Zeichnerin und langjährige Professorin an der Kunsthochschule Berlin-Weißensee.

## Leben
Nach dem Abitur 1966 und anschließender Berufsausbildung zur Industrienäherin studierte Christine Perthen von 1967 bis 1972 Modegestaltung an der Hochschule für bildende und angewandte Kunst Berlin-Weißensee bei Werner Klemke und Arno Mohr. Nach mehreren Jahren Arbeit als Produktdesignerin, unter anderem Schuhdesignerin beim VEB Goldpunkt Berlin, war sie ab 1976 bis 1979 Meisterschülerin von Werner Klemke an der Akademie der Künste der DDR und hatte ab 1977 einen Lehrauftrag an der Kunsthochschule Berlin-Weißensee inne. Sie unterrichtete Naturstudium, Aktzeichnen und Modegrafik im Fachbereich Modegestaltung. Seit dieser Zeit war sie auch schriftstellerisch tätig und veröffentlichte ihren ersten Erzählband Papierliebe.
Nach freiberuflicher Arbeit als Graphikerin und Zeichnerin wurde sie 1993 als ordentliche Professorin an die Kunsthochschule Berlin-Weißensee berufen. Zu ihren Schülerinnen und Schülern gehörten Peter Schulz Leonhardt, Ute Rathmann, Judith Adam, Liina Klauss, Caren Sielaff und Henriette Stefke.
Nach kurzem Krebsleiden starb Christine Perthen am 30. Dezember 2004. Noch einen Tag vor ihrem Ableben vermachte sie ihr künstlerisches Werk der Berlinischen Galerie. 2006 wurde die Christine-Perthen-Stiftung gegründet, die alle fünf Jahre den mit 5000 Euro dotierten Christine Perthen-Preis für Radierung vergibt.

## Werke (Auswahl)
In Christine Perthens Werk stand meist der menschliche Körper und sein Gesicht im Zentrum, zu ihren künstlerischen Vorbildern zählten Francisco de Goya, Käthe Kollwitz und Alberto Giacometti. Christine Perthen entwarf zahlreiche Plakate, Bühnen- und Kostümbilder für das Berliner Theater im Palais. Arbeiten von Christine Perthen finden sich in zahlreichen in- und ausländischen Museen und Sammlungen, u. a. im Lindenau-Museum in Altenburg, im Kupferstichkabinett in Dresden, im Museum der bildenden Künste in Leipzig, im Puschkin-Museum in Moskau, in der Eremitage in St. Petersburg und der Ludwiggalerie Schloss Oberhausen.
Radierungen
- 1976–84 Zyklus zu Heinrich von Kleists Über das Marionettentheater
- 1985 4. Januar 1915 Weissenburger Straße
- 1990 Hommage à Camille Claudel

Aquatinta
- 1979 Märkische Abendlandschaft

Ätzradierung
- 1982/84 Eine verratene Welt
- 1991 Hommage à Camille Claudel

Illustrationen
- 2004 Rainer Maria Rilke: Die Aufzeichnungen des Malte Laurids Brigge (Büchergilde Gutenberg, ISBN 3-7632-5400-5)

Literarische Werke
- 1987 Papierliebe (Hinstorff Verlag, Rostock, ISBN 3-356-00142-6)
- 1995 Katalog Herzverwurzelt. Zeichnungen – Radierungen (Ladengalerie Berlin, ISBN 3-926460-49-0)
- 2001 Zwischen Schädel und Fels (Edition Wohldt, ISBN 3-926460-76-8)

## Ausstellungen
- 1980 Ahrenshoop, Bunte Stube (in Zusammenarbeit mit dem Kupferstichkabinett Berlin)
- 1980 Warschau, Kultur- und Informationszentrum der DDR
- 1982/83 Dresden, IX. Kunstausstellung der DDR[8]
- 1983 Berlin, Galerie am Prater
- 1983 Budapest, Kultur- und Informationszentrum der DDR
- 1985 Dresden, Galerie Kühl
- 1985 Paris, Kultur- und Informationszentrum der DDR (zusammen mit Hans Löffler)[9]
- 1985 Bautzen, Kunstgalerie Budyšin
- 1986 Halberstadt, Galerie St. Florian
- 1987 Ismaning, Galerie im Schlosspavillon
- 1987/88 Dresden, X. Kunstausstellung der DDR[10]
- 1991 Berlin, Edition Manfred Schmidt
- 1994 Berlin, Galerie der Berliner Graphikpresse
- 1994 Berlin, Kunsthochschule Berlin-Weißensee
- 1999 Sigmaringen, Gesellschaft für Kunst und Kultur
- 2001 Berlin, Galerie M
- 2004 Laubbach, atelier laubbach[1]
- 2012 Berlin, Marie-Elisabeth-Lüders-Haus, Ausstellung mit Grafiken zeitgenössischer Künstler[11]
- 2013 Berlin, Druckgraphik-Atelier Eberhard Hartwig (in den ehemaligen Atelierräumen von Christine Perthen)[2]

## Auszeichnungen
- 1991 Alfred-Döblin-Stipendium der Akademie der Künste zu Berlin[7]